# Tariq Al-Harqan
Tariq Al-Harqan (en árabe: طارق الحرقان‎; Arabia Saudita; 4 de noviembre de 1984) es un exfutbolista de Arabia Saudita que jugaba en la posición de guardameta.

## Carrera

### Club
Jugó toda su carrera con el Al-Shabab FC de 2003 a 2005, con el que fue campeón nacional en una ocasión.

### Selección nacional
Jugó para Arabia Saudita en un partido de la copa Asiática 2004.

## Logros
- Liga Profesional Saudí (1): 2003-04